# Dasyatis dipterura
Dasyatis dipterura és una espècie de peix de la família dels dasiàtids i de l'ordre dels myliobatiformes.

## Morfologia
- Els mascles poden assolir 122 cm de longitud total.[2][3]

## Reproducció
És ovovivípar.

## Alimentació
Menja crancs i mol·luscs.

## Hàbitat
És un peix marí, de clima subtropical i demersal que viu entre 10–355 m de fondària.

## Distribució geogràfica
Es troba a l'oceà Pacífic oriental: des del sud de Califòrnia (els Estats Units) fins al Perú, incloent-hi les Illes Galápagos.

## Costums
És bentònic.